# Batalla de Tsuntua
La batalla de Tsuntua fue librada en diciembre de 1804 y fue una de las batallas más grandes de la guerra fulani. 
En 1804 Yunfa de Gobir se dio cuenta de la amenaza que representaban los fulanis seguidores de Usman dan Fodio para las ciudades-estado. Apelando a la ayuda de los otros jefes hausas Yunfa reunió un gran ejército para derrotar o matar a Usman. Mientras que Usman hizo un llamado a la yihad, reuniendo una gran fuerza de nómadas fulanis.
Las fuerzas se enfrentaron en diciembre con una gran victoria para los hausas como resultado. Las fuerzas de Usman perdieron 2.000 hombres, de los que 200 sabían en Corán de memoria.
Sin embargo, el efecto de la victoria hausa no fue duradero. Al año siguiente Usman reconstruyó sus fuerzas y capturó Kebbi y Guandu asegurando la supervivencia de su movimiento.